# مقاطعة أدا (أيداهو)
مقاطعة أدا (بالإنجليزية: Ada County)‏ هي إحدى مقاطعات ولاية أيداهو في الولايات المتحدة الأمريكية.